# Sanna Wolk
Sanna Wolk, född 24 augusti 1970, är förbundsordförande i SULF och ordförande svenska FN-förbundet. Hon är svensk jurist och professor, specialiserad på immaterialrätt.

## Biografi
Sanna Wolk disputerade 2006 för juris doktorsexamen på avhandlingen Arbetstagares immaterialrätter. Hon var tidigare anställd vid Uppsala universitet som professor i immaterialrätt. Hon har forskat om upphovsrättsliga avtal för den digitala europeiska marknaden, om de upphovsrättsliga och patenträttsliga skydden för datorprogram samt om upphovsrättsliga aspekter vid utbildning i digitala miljöer. Wolk är också vid en advokatbyrå och är skiljeman vid immaterialrättstvister. Dessutom har hon varit utredningssekreterare vid Utbildningsdepartementet och Näringsdepartementet.
Wolk är aktiv i immaterialrättsliga föreningar och president för den svenska lokalavdelningen av International Association for the Protection of Intellectual Property samt ordförande i det internationella förbundets upphovsrättskommitté. Hon är vidare medlem av Patent- och Registreringsverkets insynsråd och medlem av Internetstiftelsens Policyrådgivningsgrupp. Wolk är också medlem av Internationella handelskammarens referensgrupper för immaterialrätt, marknadsrätt och skiljedom. Vidare är Wolk upphovsrättsexpert för EU-kommissionen och EUIPO. För EU har hon skrivit den svenska delen av FAQ on Copyright i satsningen att öka kunskapen om upphovsrätt.
Wolk grundade 2012 Institutet för Immaterial-, Marknadsförings- och Konkurrensrätt (IMK) vid Uppsala universitet. Dess uppgift är att befordra vetenskapligt studium av immaterialrätten, marknadsföringsrätten och konkurrensrätten. Verksamheten finansierades 2013–2017 av Marianne och Marcus Wallenbergs stiftelse. 
Wolk grundade 2017 organisationen NU: Nolla Utanförskapet och 2024 Liza Britzellis Stiftelse som arbetar med att unga i utanförskapsområden ska få kontakter och nätverk för att komma in i samhället och arbetslivet. Ett arbete som sker tillsammans med näringslivet. NU: Nolla Utanförskapets läxhjälpen blev Årets utbildningsinsats på Faktumgalan 2019 och 2023 mottog Sanna Wolk tillsammans med NU: Nolla Utanförskapet Region Stockholms pris för arbete mot främlingsfientlighet och rasism, föreningen Ordfronts Demokratipris och Medborgarskolans Demokratipris Droppen för sin läxhjälp på företag.

### Artiklar
Ett urval av artiklar:
- Stoppa Tidöpartiernas angrepp på akademin, SvD, 2024-04-27[16]
- Migrationsverket ett sänke för forskningen, SvD, 2023-01-29[17]
- HD-dom stryper mediernas granskningar, SvD debatt 2020-03-18[18]

### Böcker
- Arbetstagares immaterialrätter - rätten till uppfinningar, design, verk, databaser och datorprogram m.m. i anställningsförhållanden, 3 uppl., Norstedts juridik, Stockholm 2023
- EU Copyright Law: Subsistence, Exploitation and Protection of Rights, (Rosenmeier/Szkalej/Wolk) Wolters Kluwer 2019
- Datorprogramalster i upphovsrätten – Skyddet för datorprogram, datorspel, bildskärmsuttryck, design, filformat och algoritmer, m.m., Iustus, Uppsala 2016
- Employees’ Intellectual Property Rights (red. Szkalej/Wolk), 2 upp., AIPPI Law Series, Kluwer Law International,  2017
- Arbetstagares uppfinningar, Studentlitteratur, Lund 2013
- Juridiken kring e-lärande – upphovsrätt, integritet och öppenhet (Magnusson Sjöberg/Wolk), Studentlitteratur, Lund 2012
- Arbetstagares immaterialrätter – rätten till datorprogram, design och uppfinningar m.m. i anställningsförhållanden, 2 uppl., Norstedts juridik, Stockholm 2008
- Arbetstagares immaterialrätter – rätten till datorprogram, design och uppfinningar m.m. i anställningsförhållanden, Norstedts juridik, Stockholm 2006 (doktorsavhandling)

### Utmärkelser
- Sanna Wolk på Expressens lista över Årets kvinnor 2024[19]
- Mottagare av Region Stockholms pris för arbete mot främlingsfientlighet och rasism 2023 för läxhjälpen genom NU: Nolla Utanförskapet[15]
- Mottagare av Medborgarskolans Demokratipris Droppen 2023[20]
- Mottagare av Ordfronts Demokratipris 2023 för läxhjälpen genom NU: Nolla Utanförskapet[13]
- Nominerad till Stockholms stads Nelson Mandela-pris 2023 för sitt arbete med NU: Nolla Utanförskapet
- Nominerad till Årets Justitia 2022[21]
- Nominerad till Årets Jurist 2021[22]
- Årets utbildningsinsats för läxhjälpen genom NU: Nolla Utanförskapet på Faktumgalan 2019[23]